# Лукас Алтер
Лукас Алтер (порт. Lucas Halter, нар. 2 травня 2000, Салту) — бразильський футболіст, захисник клубу «Віторія» (Салвадор), в якому грає в оренді з клубу «Ботафогу». Виступав також за клуб «Атлетіку Паранаенсе». Дворазовий переможець Ліги Паранаенсе. Чемпіон Бразилії, володар Кубка Бразилії, володар Кубка Лібертадорес.

## Клубна кар'єра
Лукас Алтер народився 2000 року в місті Салту, та є вихованцем футбольної школи клубу «Атлетіку Паранаенсе». У 2019 році розпочав грати в основній команді клубу, в якій грав до 2022 року, взявши участь у 20 матчах чемпіонату, та став дворазовим переможцем Ліги Паранаенсе, а також володарем Кубка Бразилії. Протягом 2022—2023 років Алтер грав у оренді в клубі «Гояс».
У 2024 футболіст перейшов до клубу «Ботафогу», у складі якого в цьому році став чемпіоном Бразилії та володарем Кубка Лібертадорес. З 2025 року Лукас Алтер грає в оренді в клубі «Віторія» (Салвадор).

## Виступи за збірну
У 2017 році Лукас Алтер дебютував у складі юнацької збірної Бразилії, загалом на юнацькому рівні взяв участь у 15 іграх, відзначившись одним забитим голом.

## Титули і досягнення
- Переможець Ліги Паранаенсе (2):

«Атлетіко Паранаенсе»: 2019, 2020
- Володар Кубка Бразилії (1):

«Атлетіко Паранаенсе»: 2019
- Чемпіон Бразилії (1):

«Ботафогу Сан-Паулу»: 2024
- Володар Кубка Лібертадорес (1):

«Ботафогу Сан-Паулу»: 2024